# Odznaka Honorowa Polskiego Czerwonego Krzyża
Odznaka Honorowa Polskiego Czerwonego Krzyża – polskie odznaczenie cywilne ustanowione 1 września 1927, wznowione w Polsce Ludowej w 1945 i potwierdzone w 1964 oraz w III RP w 2011, stanowiące zaszczytne wyróżnienie za zasługi w realizacji humanitarnych celów Polskiego Czerwonego Krzyża, a w szczególności zadań określonych w ustawie o Polskim Czerwonym Krzyżu i w statucie stowarzyszenia.
Odznaka dzieli się na 4 stopnie:
1. Odznaka Honorowa PCK I stopnia
2. Odznaka Honorowa PCK II stopnia
3. Odznaka Honorowa PCK III stopnia
4. Odznaka Honorowa PCK IV stopnia.

## Zasady nadawania
Odznakę Honorową PCK nadaje Kapituła Odznaki Honorowej PCK na wniosek struktur istniejących w organizacji, w tym m.in. zarządu głównego. Pięcioosobową kapitułę wybiera zjazd krajowy PCK spośród osób wyróżnionych uprzednio odznaką PCK I stopnia. Odznaki wręczane są uroczyście z okazji ważnych wydarzeń w Polskim Czerwonym Krzyżu, m.in. Tygodnia PCK, Dni Honorowego Krwiodawstwa, Dni Młodzieży PCK.
Odznakę Honorową mogą otrzymać:
1. osoby będące członkami Stowarzyszenia, które wyróżniły się szczególnym zaangażowaniem i konkretnymi osiągnięciami,
2. jednostki PCK i zbiorowości społeczne będące członkami wspierającymi Stowarzyszenia, które wniosły szczególny wkład w popieranie i rozwój jego działalności,
3. inne osoby, a także organizacje i instytucje, czynnie współpracujące z PCK lub wspomagające jego działalność,
4. organizacje zagraniczne Czerwonego Krzyża i ich działacze, a także inne organizacje i instytucje międzynarodowe oraz ich członkowie, którzy realizując czerwonokrzyskie ideały zasługują na szczególne uznanie ze strony PCK.

Odznakę poszczególnych stopni nadaje się według następującej kolejności:
1. Odznakę IV stopnia – po co najmniej 3-letniej działalności w PCK,
2. Odznakę III stopnia – po upływie co najmniej 5 lat od nadania Odznaki IV stopnia,
3. Odznakę II stopnia – po upływie co najmniej 6 lat od nadania Odznaki III stopnia,
4. Odznakę I stopnia – po upływie co najmniej 7 lat od nadania Odznaki II stopnia.

Odznaka Honorowa może być nadana również pośmiertnie, a w wyjątkowych sytuacjach z pominięciem wymaganych terminów.

## Opis odznaki
Na awersie odznaki znajduje się równoramienny krzyż koloru czerwonego. Między ramionami krzyża umieszczone są pęki promieni w kolorze złotym. Pośrodku umieszczony jest orzeł według wzoru godła państwowego. W odznakach I i II stopnia orzeł jest w kolorze srebrnym, z dziobem i szponami w kolorze złotym. W odznace III stopnia orzeł jest w całości wykonany z metalu w kolorze srebrnym, a w odznace IV stopnia w kolorze brązowym. W okresie PRL umieszczony był orzeł bez korony.
Rewers odznaki jest gładki, pośrodku umieszczony jest wklęsły napis „P.C.K.”.
Odznaki wszystkich stopni zawieszone są na wstążce koloru białego o szerokości 40 mm, z czerwonymi paskami szerokości 4 mm po bokach. Kółko łączące wstążkę z odznaką jest wykonane z metalu z ornamentem liści laurowych. Dla odznaki I i II stopnia jest to kolor złoty, dla III stopnia srebrny, a dla IV stopnia brązowy.
Odznaka I stopnia ma wymiary 37 x 37 mm, natomiast pozostałe niższe stopnie mają wymiary 30 x 30 mm.
Odznaki wszystkich stopni zawieszone są na wstążce koloru białego, szerokości 40 mm, z czerwonymi paskami szerokości 4 mm po bokach. Kółko łączące wstążkę z odznaką jest wykonane z metalu zdobionego ornamentem z liści laurowych: dla odznaki I i II stopnia – w kolorze złotym, dla III stopnia – w kolorze srebrnym, a dla IV stopnia – w kolorze brązowym.

## Sposób noszenia odznaki
Odznakę Honorową nosi się na lewej stronie piersi po orderach i odznaczeniach polskich, w określonej przepisami kolejności. Organizacjom, instytucjom i zbiorowościom posiadającym sztandar wręczą się Odznakę Honorową wraz ze wstążką regulaminową do zawieszania na sztandarze oraz dyplom nadania Odznaki Honorowej.

## Liczba nadań
| Rok  |      |      |      |      | Razem |
| ---- | ---- | ---- | ---- | ---- | ----- |
| 2006 | 56   | 140  | 397  | 598  | 1191  |
| 2007 | 65   | 123  | 321  | 441  | 950   |
| 2008 | 79   | 144  | 391  | 402  | 1016  |
| 2009 | 65   | 223  | 406  | 422  | 1116  |
| 2010 | 72   | 152  | 359  | 379  | 962   |
| 2011 | 50   | 142  | 378  | 331  | 901   |
| 2012 | 45   | 121  | 337  | 381  | 884   |
| 2013 | 43   | 84   | 333  | 404  | 864   |
| 2014 | 57   | 103  | 274  | 453  | 887   |
| 2015 | 62   | 106  | 229  | 515  | 912   |
| 2016 | 46   | 118  | 205  | 519  | 888   |
| 2017 | 60   | 100  | 192  | 542  | 894   |
| 2018 | 55   | 116  | 188  | 505  | 864   |
| 2019 | 61   | 131  | 220  | 622  | 1034  |
| 2020 | 48   | 77   | 114  | 361  | 600   |
| 2021 | b.d. | b.d. | b.d. | b.d. | b.d.  |

b.d. – brak danych (informacja nieujęta w sprawozdaniu)
Na podstawie rocznych sprawozdań z działalności PCK w latach 2003-2021.